# Francesco Griselini
Francesco Griselini (o Francesco Greselin, italianizado (Venecia, 1717 – Milán, 1787) fue un naturalista y botánico italiano.
Hijo de Marco, y de Elisabetta Sperafigo, proveniente de una familia milanesa de comerciantes. Abandonó la carrera eclesiástica, de buena cultura autodidacta en letras, bellas artes y física natural.  Contrajo matrimonio, el 28 de noviembre de 1743, con Libera Lucia Plammuller, tuvo una modesta subsistencia. 
En su libro comenta:
Acerca de los insectos bien sabida es la utilidad que resulta á los labradores de la cría de las abejas. Se cree que el clima de nuestra Lombardía no le es conveniente; mas yo digo, que lo que falta es la industria y conocimiento.... brr=0&id=RMYlAAAAMAAJ&dq=Daniel+Wildman.&q=abejas&pgis=1#search Enlace en Google.
La Sociedad de Amigos del País de Zaragoza le encargó a Josefa Amar y Borbón la traducción del Discurso sobre el problema de si corresponde a los párrocos y curas de aldea instruir a los labradores en los elementos de la economía campestre, acompañado del plan de Francesco Griselini. Prologó la edición en 1783. 
Una obra suya dedicada a la defensa de Paolo Sarpi frente al papado fue incluida en el Índice de libros prohibidos de la Iglesia católica.
- La abreviatura «Grisel.» se emplea para indicar a Francesco Griselini como autoridad en la descripción y clasificación científica de los vegetales.[1]

## Obras
1. 1784. Discurso sobre el problema de si corresponde a los Párrocos y Curas de las aldeas el instruir a los labradores en los buenos elementos de la economía campestre: al cual va adjunto un plan que debe seguirse en la formación de una obra dirigida a la mencionada instrucción del Señor Griselini, miembro de las principales Academias de Europa, y Secretario de la Sociedad Patriótica de Milán... Traducido del italiano, por encargo de la Sociedad Aragonesa de Amigos del País, por Doña Josefa Amar y Borbón, Socia de mérito de la misma. Con licencia, Zaragoza, Blas de Miedes, [s. a.] [1784], 99 pp.
2. 1785. Discurso sobre el problema de si corresponde a los Párrocos y Curas de las aldeas el instruir a los labradores en los buenos elementos de la economía campestre... Traducido del italiano, por encargo de la Sociedad Aragonesa de Amigos del País, por Doña Josefa Amar y Borbón, Socia de mérito de la misma. Con licencia, Reeditado por la Sociedad Económica Aragonesa de Amigos del País, Colección de varias obras..., Zaragoza, Imprenta de la Sociedad, 1785.

1. 1780. Discurso sobre el problema de si corresponde a los Párrocos y Curas de las aldeas el instruir a los labradores en los buenos elementos de la economía campestre. Enlace en Google.